# Machilus chinensis
Machilus chinensis är en lagerväxtart som först beskrevs av George Bentham, och fick sitt nu gällande namn av William Botting Hemsley. Machilus chinensis ingår i släktet Machilus och familjen lagerväxter. Inga underarter finns listade i Catalogue of Life.